# Arrondissement de Rosenheim
L’arrondissement de Rosenheim est un arrondissement  (Landkreis en allemand) de Bavière   (Allemagne) situé dans le district (Regierungsbezirk en allemand) de Haute-Bavière. 
Son chef-lieu est Rosenheim.

## Création
L'arrondissement est créé en 1972 avec la fusion des précédents districts de Rosenheim, Bad Aibling, et une partie de Wasserburg am Inn.

## Géographie

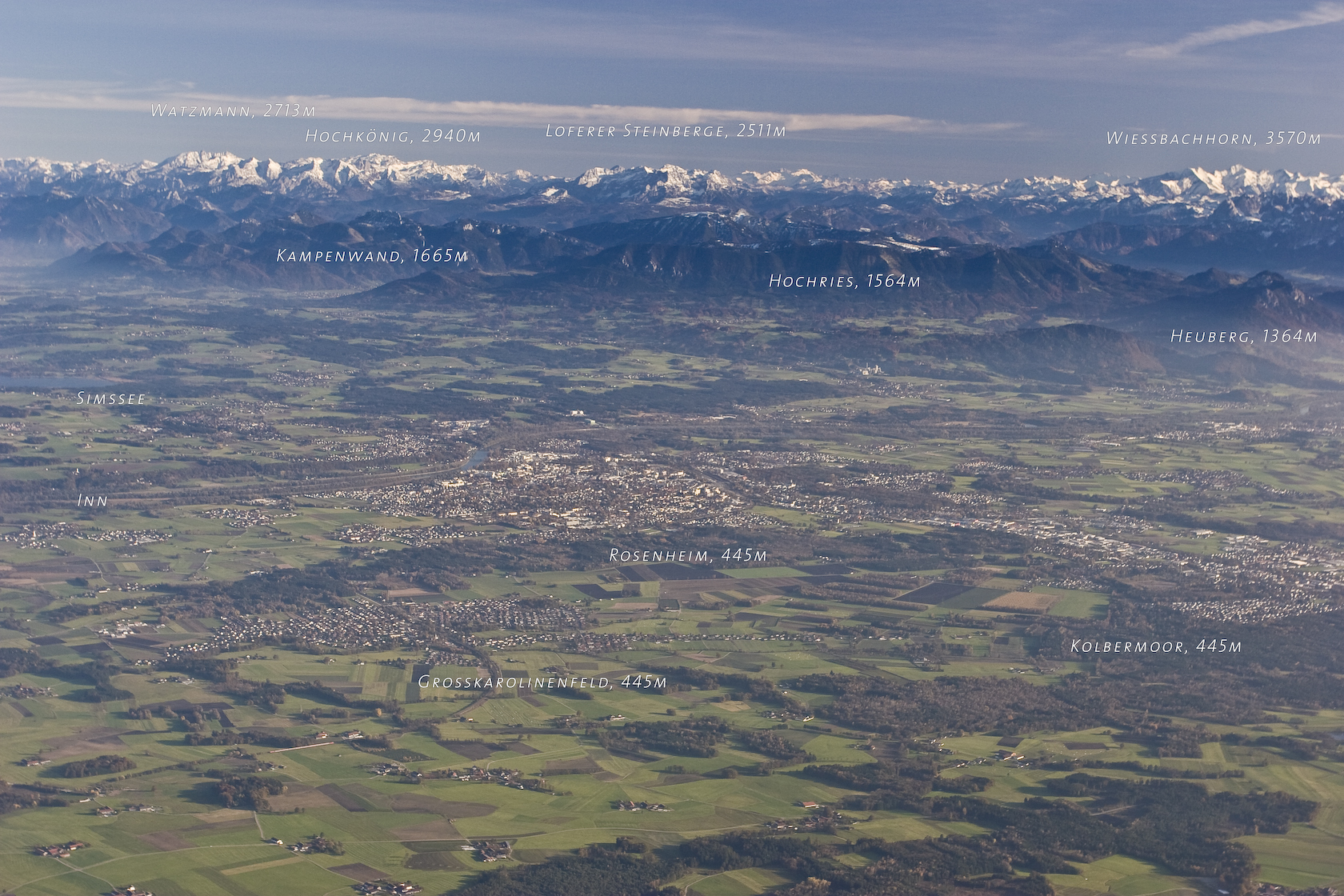
Terres aux environs de Rosenheim avec les Alpes au sud dans le fond, et un lac à l'ouest à gauche

L'arrondissement de Rosenheim se situe au pied des collines des Alpes, les Chiemgau. Le paysage est dominé par la moraine créée par le glacier de l'Inn au cours de la dernière période glaciaire, et inclut de nombreux lacs. Le plus vaste de ces lacs se trouve à l'est de l'arrondissement, le Chiemsee. La rivière principale de l'arrondissement est la rivière Inn et le Mangfall, qui se joignent dans la ville de Rosenheim.
Les montagnes au sud de l'arrondissement comprennent le Chiemgauer Alpen et le Mangfallgebirge, qui comprennent aussi le Wendelstein, à 1838 mètres, point le plus élevé de l'arrondissement.

## Villes, communes & communautés d'administration
(nombre d'habitants en 2006)
| Städte 1. Bad Aibling (17 775) 2. Kolbermoor (17 813) 3. Wasserburg am Inn (12 379) Märkte 1. Bad Endorf (7 703) 2. Bruckmühl (16 119) 3. Neubeuern (4 208) 4. Prien am Chiemsee (10 094) Verwaltungsgemeinschaften 1. Breitbrunn (Communes Breitbrunn a.Chiemsee, Chiemsee et Gstadt a.Chiemsee) 2. Halfing (Communes Halfing, Höslwang et Schonstett) 3. Pfaffing (Communes Albaching et Pfaffing) 4. Rott a.Inn (Communes Ramerberg et Rott a.Inn) Gemeindefreie Gebiete (10,37 km2) 1. Rotter Forst-Nord (7,33 km2) 2. Rotter Forst-Süd (3,04 km2) | Gemeinden 1. Albaching (1 578) 2. Amerang (3 555) 3. Aschau im Chiemgau (5 627) 4. Babensham (2 893) 5. Bad Feilnbach (7 224) 6. Bernau am Chiemsee (6 849) 7. Brannenburg (5 662) 8. Breitbrunn am Chiemsee (1 460) 9. Chiemsee (338) 10. Edling (4 160) 11. Eggstätt (2 897) 12. Eiselfing (2 962) 13. Feldkirchen-Westerham (10 217) 14. Flintsbach am Inn (2 896) 15. Frasdorf (2 974) 16. Griesstätt (2 578) 17. Großkarolinenfeld (6 904) 18. Gstadt am Chiemsee (1 394) 19. Halfing (2 735) 20. Höslwang (1 236) | 1. Kiefersfelden (6 935) 2. Nußdorf am Inn (2 607) 3. Oberaudorf (4 859) 4. Pfaffing (3 839) 5. Prutting (2 420) 6. Ramerberg (1 362) 7. Raubling (11 332) 8. Riedering (5 382) 9. Rimsting (3 634) 10. Rohrdorf (5 488) 11. Rott am Inn (3 647) 12. Samerberg (2 627) 13. Schechen (4 528) 14. Schonstett (1 210) 15. Söchtenau (2 601) 16. Soyen (2 600) 17. Stephanskirchen (9 825) 18. Tuntenhausen (6 763) 19. Vogtareuth (3 060) |